# 长柄山茶
长柄山茶（学名：Camellia longipedicellata）为山茶科山茶属的植物。分布在中国大陆的广西等地，属中国原产的植物（非从国外引种）。